# Burnjak
Burnjak (lat. Fulmaris glacialis) je morska ptica iz porodice Fulmarus. Živi na sjeveru Atlantika i sjeveru Pacifika. Ima tri podvrste. Jako sliči galebu. Prvi put se pojavila u sjevernoj Škotskoj u 19. st., a 1930. se šire po ostatku Ujedinjenog Kraljevstva. Za vrijeme Vikinga ljudi su ih često jeli, a danas se u nekim dijelovima svijeta još uvijek jedu.

## Opis
Velika je 46 cm, a ima raspon krila 102 – 112 cm. Krila su joj ukočena, a teška je 700 – 900 grama. Sivo-bijele boje je, a oči su joj sive. Kljun joj je kratak (37 – 40 mm) i čvrst. Jako dobro leti. Očekivani životni vijek ove ptice je 31, a najveći 90 godina. Hrani se školjkašima, ribama, lignjama, planktonom, meduzama i strvinama. Kada love ribu, zarone i nekoliko metara duboko da preuzmu svoj plijen. Često prate ribarske brodove da bi našle neku hranu. Jako su društvene i često lete u jatima.

## Razmnožavanje
Ove ptice su monogamne i tipično se počinju gnijezditi sa 6 godina. Ipak, prema nekim istraživanjima, jedna jedinka se počela razmnožavati tek s dvadeset godina. Gnijezde se u kolonijama na liticama. Kolonije znaju imati nekoliko desetaka tisuća ptica. Sezona gniježdenja počinje u svibnju. I mužjak i ženka su uključeni u pravljenje gnijezda koje je obično napravljeno od trave. U njemu se nalazi jedno jaje. Jaje je potpuno bijelo i dugo 61 mm. Iz jajeta se izlegne mali ptić nakon 50 – 54 dana. Ptić dobiva perje sa 70 – 75 dana starosti, a napušta roditelje u srpnju ili kolovozu. Mužjaci uvijek brane gnijezdo od neprijatelja, uglavnom od ptica grabljivica, morskih ptica i mačaka.                                    

## Galerija
- Let
- Gniježdenje
- Mladi ptić
- Crtež
- Jaje

## Populacija
| Lokacija                      | Broj parova na gniježđenju | Broj jedinki zimi             |
| Farski otoci                  | 600.000                    | 500.000 – 3.000.000 jedinki   |
| Grenland                      | 120.000 – 200.000          | 10.000 – 100.000 jedinki      |
| Francuska                     | 1.300 – 1.350              | 100 – 500 jedinki             |
| Njemačka                      | 102                        |                               |
| Island                        | 1.000.000 – 2.000.000      | 1.000.000 – 5.000.000 jedinki |
| Irska                         | 33.000                     |                               |
| Danska                        | 2 para                     | 200 – 300 jedinki             |
| Norveška                      | 7.000 – 8.000              |                               |
| Svalbard                      | 500.000 – 1,000.000        |                               |
| Rusija (Europa)               | 1.000 – 2.500              |                               |
| Ujedinjeno Kraljevstvo        | 506.000                    |                               |
| Kanada, Rusija (Azija), i SAD | 2.600.000 – 4.200.000      |                               |
| Ukupno (Odrasle jedinke)      | 15.000.000 – 30.000.000    |                               |

## Ostali projekti
|  | Zajednički poslužitelj ima stranicu o temi Fulmarus glacialis    |
|  | Zajednički poslužitelj ima još gradiva o temi Fulmarus glacialis |
|  | Wikivrste imaju podatke o taksonu Fulmarus glacialis             |